# پیوتر یاکوفسکی
پیوتر یاکوفسکی (لهستانی: Piotr Jankowski؛ ‏ زادهٔ ۱۹ ژوئن ۱۹۷۴) بازیگر اهل لهستان است.
از فیلم‌ها یا مجموعه‌های تلویزیونی که وی در آن‌ها نقش داشته است، می‌توان به پزشکان، قانون حقیقی، دوستان، در خوشی و سختی، در خیابان سپولنی، هتل ۵۲، والسا: مرد امید، دهن‌به‌دهن و رنگ‌های خوشبختی اشاره نمود.